# Raychelle Omamo

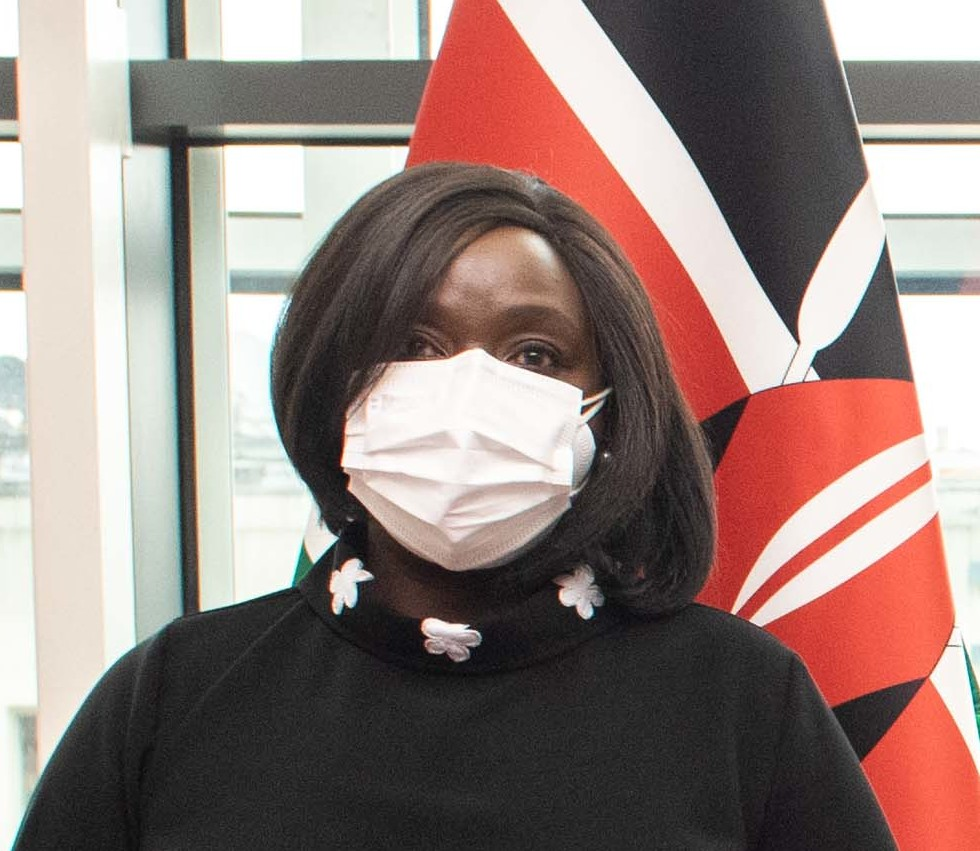
Raychelle Omamo, 2021

Raychelle Awour Omamo (* 6. September 1952 in Bondo) ist eine kenianische Juristin und Politikerin. Sie war bis Januar 2020 Verteidigungsministerin und die erste Frau des Landes, die dieses Amt innehat. Von Januar 2020 bis Oktober 2022 war sie Außenministerin Kenias.

## Leben
Raychelle Omamo ist die Tochter von William Omamo, der unter dem Vorsitz von Jomo Kenyatta Umweltminister und dann Landwirtschaftsminister Kenias war.
Omamo studierte Rechtswissenschaften an der University of Kent in Canterbury, UK. Sie ist Senior Counsel und seit 27 Jahren Anwältin am High Court. Von 2001 bis 2003 war sie die erste weibliche Vorsitzende der Law Society of Kenya, nachdem sie von 1996 bis 2000 als Ratsmitglied tätig war, und die erste kenianische Botschafterin in Frankreich, Portugal, dem Heiligen Stuhl und Serbien sowie die Ständige Delegierte Kenias bei der UNESCO. Sie war Mitglied der Task Force für die Einrichtung der The Truth, Justice and Reconciliation Commission of Kenya (Wahrheits-, Gerechtigkeits- und Versöhnungskommission für Kenia).
Am 15. Mai 2013 wurde sie zur Verteidigungsministerin ihres Landes ernannt. Bei einer Kabinettsumbildung am 14. Januar 2020 wurde ihr das Außenressort zugewiesen und sie wurde Außenministerin Kenias. Nach der Präsidentschaftswahl 2022 übergab sie das Amt an Alfred Mutua.

## Ehrungen und Auszeichnungen
- 2002: Preis für Rechtsstaatlichkeit, Auszeichnung des National Council of Women of Kenya für beispielhafte Beiträge zur Entwicklung des Rechtsstaates und der Justizverwaltung in Kenia.
- 2002: Eve Woman of the Year – Kenia
- 2002: Young Professional Woman of the Year 2002 Kenia – Auszeichnung, verliehen von der Young Business and Professional Women Association (Kenya Chapter)
- 2002: Jurist des Jahres Kenia, Auszeichnung verliehen von der Internationalen Juristenkommission (Kenya Chapter)
- 2007: Päpstlicher Ritterorden des heiligen Gregor des Großen, Ehrung durch den Heiligen Stuhl (Vatikan)
- 2012: Senior Counsel, Ehrung durch den Präsidenten der Republik Kenia.
- 2012: Die Verfassungsmedaille, Ehrung durch den Präsidenten der Republik Kenia.